# Incendie du 5-7
Vous lisez un « bon article » labellisé en 2023.
L'incendie du 5-7 survient le 1er novembre 1970 à Saint-Laurent-du-Pont dans le département de l'Isère, en France. La discothèque « 5-7 » est ravagée par un violent incendie mortel qui fait 146 victimes.
La cause de l'incendie est inconnue, mais son origine est vraisemblablement accidentelle. Le feu se propage rapidement en raison de la présence de décors hautement inflammables ; les sorties de secours étaient bloquées pour éviter le resquillage, empêchant ainsi les danseurs d'évacuer les lieux une fois l'incendie déclaré. Les victimes, âgées de 14 à 25 ans, meurent par asphyxie ou sont brûlées vives. Seuls quelques survivants parviennent à sortir dans les premières secondes de l'incendie.
Lors de l'enquête qui suit, il s'avère que les gérants du lieu ont menti sur de nombreux points du permis de construire et 68 infractions au code de sécurité sont relevées. Les autorités chargées du respect de ces normes et les personnes impliquées dans le chantier sont toutes condamnées à de courtes peines de prison avec sursis. L'affaire a des répercussions sur l'application des normes de sécurité des établissements recevant du public en France.

## Le 5-7

### Historique
En 1967, Jean-Paul Reverdy achète un local au cœur de Saint-Laurent-du-Pont, une commune d'environ 3 700 habitants située à une vingtaine de kilomètres au nord de Grenoble, pour y installer un dancing, le « 5-7 ». Après deux années d'activité, les voisins se plaignent trop souvent de nuisances et le maire demande à Reverdy d'installer son établissement plus loin du centre-ville. De plus, la discothèque est touchée par un incendie en dehors des heures d'activité et sans victimes. Reverdy s'associe alors avec deux amis, Gilbert Bas et Jean-Louis Herbelin, pour monter un nouveau 5-7 ; ils ont tous les trois de 25 à 26 ans.
Ils déposent le 11 juin 1969, deux jours avant de créer la société d'exploitation du futur dancing, un permis de construire, sur un terrain au bord de la route nationale 520 (devenue route départementale en 1972), à environ deux kilomètres du centre de Saint-Laurent-du-Pont et de la commune limitrophe de Saint-Joseph-de-Rivière. Il s'avère qu'ils ont déjà commencé les travaux depuis un mois. Leurs idées changeant avec le temps, le lieu terminé n'a plus grand-chose à voir avec le permis de construire qui a été accordé. Le maire Pierre Perrin ne contrôle jamais les travaux et le préfet n'envoie jamais de commission de sécurité sur place.
Cette discothèque est une des premières de la région et les jeunes y dansent sur du rock et de la pop, ce qui diffère des salles de bal traditionnelles sous chapiteau qui sont souvent la seule possibilité offerte jusque-là. Les fêtards ont plutôt tendance à se retrouver les uns chez les autres en raison du milieu rural local, tandis que les habitants des plus grandes agglomérations voisines restent en ville.
La boîte de nuit, ouverte au public depuis le 28 mars, est inaugurée en avril 1970. Elle n’a jamais reçu de certificat de conformité, et les autorités ne l'ont jamais inspectée pour y vérifier l’application des consignes de prévention d'incendie. Le 5-7 est une attraction très populaire à l'échelon local dès son ouverture.
La discothèque devient rapidement très populaire pour sa décoration originale et pour ses petites alcôves, qui permettent de flirter à l’abri des regards. Elle attire des jeunes venus des régions de Chambéry et d'Aix-les-Bains, de Vienne, de Lyon, de Voiron et de Grenoble, et elle affrète souvent des cars pour ses soirées à thème. Ces cars passent par différentes gares routières et sont gratuits.

### Architecture
Des grands tourniquets permettent de réguler l'entrée de nouvelles personnes dans l'établissement. Les tourniquets, prévus et approuvés dans le permis de construire, sont censés être placés en dehors du bâtiment et non directement à l'entrée. Un muret d'un mètre cinquante sépare les deux tourniquets ; l'un ne fonctionne que dans le sens de l'entrée, l'autre permet le passage d’une personne à la fois.
Ils donnent sur la pièce principale, décorée comme une grotte avec une sorte de mousse modelée contre les murs. Le décor est fabriqué en polyuréthane projeté sur du grillage et fourni par l'entreprise Sheby, basée à Bezons. Les murs sont en parpaing.
La scène donne sur la piste de danse, avec un bar et des petites tables au fond de la pièce pour boire et manger, ainsi qu'une zone de bar et de crêperie à côté du bâtiment principal. À l'étage, on compte deux petites loges, qui servent essentiellement à flirter à l'abri des regards. L'étage est accessible par un escalier en fer qui donne sur une passerelle longeant toute la salle, allant jusqu'au-dessus de la scène.
Pour la structure du bâtiment, ils achètent une armature métallique qu'ils modifient eux-mêmes en fonction de leurs besoins temporaires. Les installations électriques sont précaires, et c'est un ami qui s'occupe de concevoir les gaines de chauffage, qu'il fabrique en contreplaqué. Le mobilier est en plastique et carton compressé.
Les Postes, télégraphes et téléphones refusent l'installation d'un téléphone sur les lieux. Pour une discothèque de cette taille, les réglementations françaises imposent trois portes d'accès et deux sorties de secours ; si elles existent toutes, sauf une porte d'accès qui n'est jamais terminée dans le chantier, elles sont régulièrement fermées à clé par les gérants. Quant au polyuréthane utilisé (non ignifugé), non seulement il est très inflammable, mais il dégage également des vapeurs toxiques lors de sa combustion.

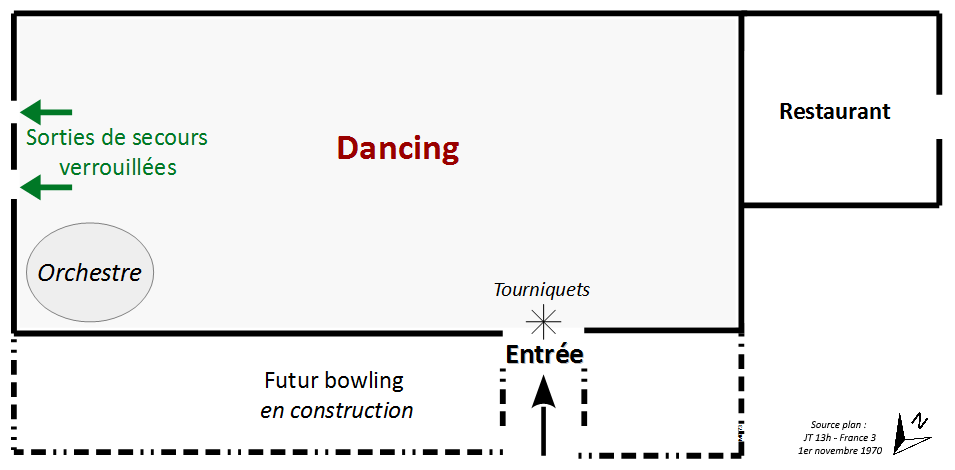
Plan au moment de l'incendie du 5-7 (rez-de-chaussée).

## L'incendie

### Soirée du1ernovembre
La soirée du 31 octobre au 1er novembre 1970 se déroule en présence des Storm, un groupe parisien à la mode. Ils commencent à jouer vers 22 heures. L'entrée est au tarif de douze francs, soit l'équivalent en 2022 de 14,33 euros. Le groupe étant très réputé, les resquilleurs viennent en nombre, et les gérants ferment à clé les issues de secours pour les empêcher de frauder,. L'animateur Bernard Nicolet de Radio Alpes-Grenoble fait la promotion du groupe invité tous les jours dans la semaine qui précède ; lui-même est invité à la soirée, qu'il quitte avant minuit.
Les gérants prévoient des cars, qu'ils font affréter dans toute la région, pour permettre aux danseurs de venir faire la fête sans avoir besoin de leur propre véhicule. Les jeunes viennent nombreux de Chambéry, de Grenoble et de Vénissieux et 250 entrées sont vendues au total. De nombreux jeunes sont sortis sans autorisation de leurs parents, notamment parce qu'il était très mal vu de faire la fête la veille de la Toussaint.

### Déroulement
Dans la nuit du 31 octobre au 1er novembre 1970, vers 1 h 35 du matin, alors qu'environ 180 personnes (voire 200,) sont présentes dans l'établissement, le feu se déclare dans le recoin d'une loge située au-dessus du bar, au premier étage. À ce moment-là, les membres du groupe des Storm commencent à jouer la chanson Satisfaction des Rolling Stones. C'est ce qu'ils font d'habitude quand une bagarre éclate pour calmer la foule.
Le barman, Christian Rota, voit des lumières rouges à l’étage et comprend qu’il s’agit d’un incendie : il rejoint sa fiancée, Odile, et appelle le plus possible de fêtards à le suivre. Le couple traverse toute la piste de danse en criant au feu, mais il n'est pas sûr que les gens aient entendu en raison du volume de la musique. Le feu se propage cependant très rapidement et effraie le public, d'après son témoignage du lendemain auprès des journalistes. Les personnes effrayées reculent vers la piste de danse et se retrouvent coincées dans la foule qui se précipite vers les tourniquets. Une vingtaine de personnes présentes l’entendent et parviennent à sortir de la pièce avant qu’il ne soit trop tard. Selon le témoignage de Pierre Montillo, un survivant, l’orchestre continue de jouer alors que le feu ravage déjà une partie de l'établissement : « il jouait Satisfaction des Stones, j'ai ce souvenir précis » dit-il. Pendant que l'orchestre joue Satisfaction, les amplificateurs se mettent à émettre un sifflement continu et des grandes flammes sortent du plafond au-dessus du bar. Un musicien crie « pas de panique » et le groupe continue à jouer.
Le feu se propage en quelques minutes aux décors de la boîte de nuit et au mobilier, faits de papier mâché de polystyrène expansé,. Le polyuréthane dégage un gaz asphyxiant et tombe en gouttelettes sur les danseurs, faisant s’enflammer leurs vêtements en fibres synthétiques,. Il est très probable que la plupart des victimes soient mortes asphyxiées avant que le feu ne parvienne jusqu'à elles,. Un seul des trois extincteurs a été utilisé, par un jeune homme qui monte à l'étage et s'y retrouve bloqué. Alors qu'il est encore temps de se sauver, certaines personnes retournent récupérer leurs affaires au vestiaire et s'y retrouvent piégées.

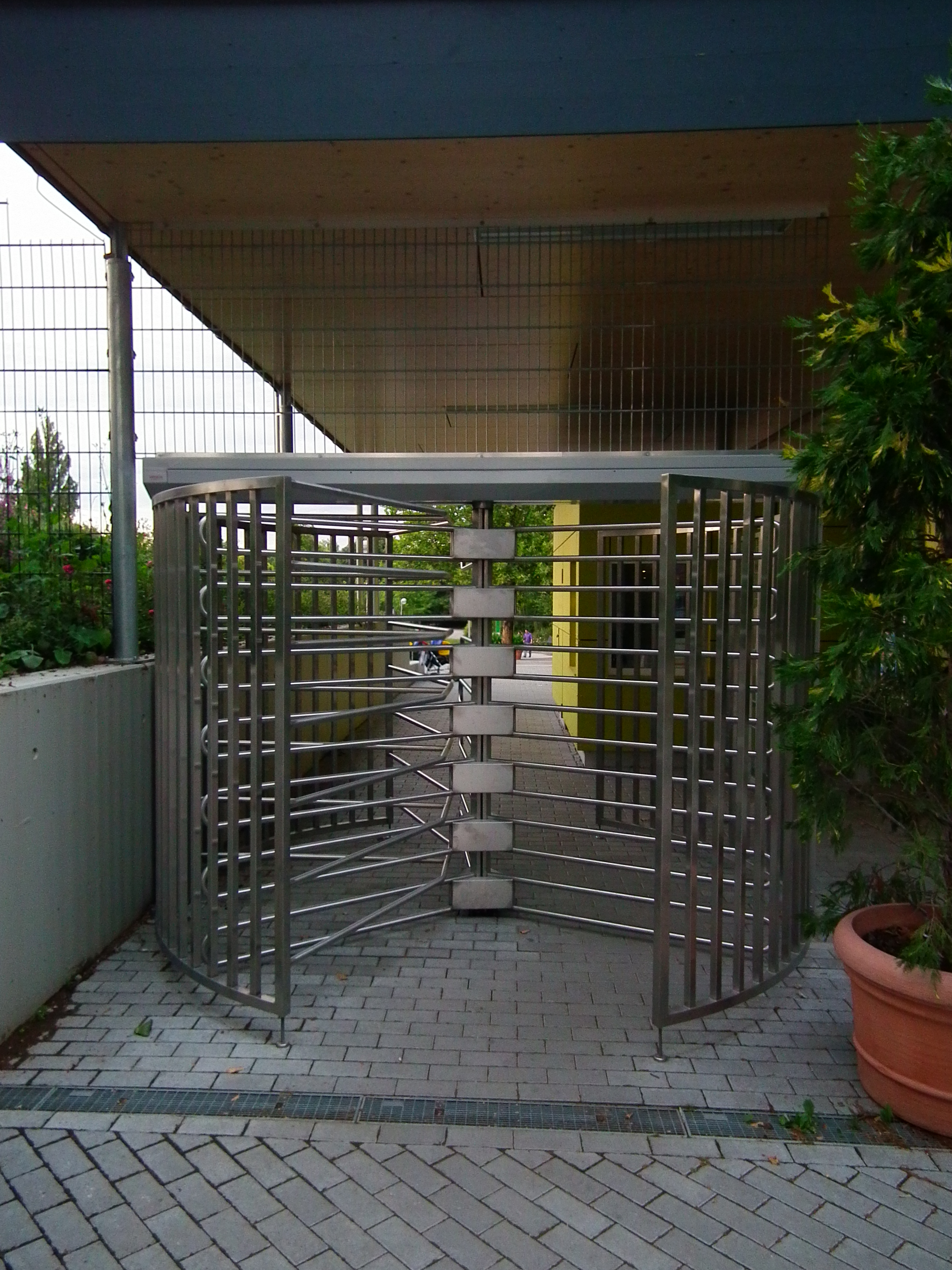
La sortie principale est bloquée par des tourniquets en métal qui ne tournent que dans un sens.

Les sorties de secours sont verrouillées et barricadées avec des planches pour éviter que les resquilleurs ne se fassent ouvrir l'accès par un complice entré normalement,. Les jeunes tentent donc vainement de sortir par les tourniquets d'entrée, qui ne tournent que dans le sens opposé et les bloquent donc sur place. Certains jeunes meurent écrasés dans la cohue près de l’entrée et des sorties de secours, et le nombre le plus élevé de cadavres se trouve près de ces dernières, ainsi que plus de soixante cadavres devant les tourniquets. Une ou deux personnes parviennent à sortir en escaladant un muret au niveau des tourniquets, mais ne peuvent plus revenir prêter assistance aux personnes bloquées à l'intérieur. Un barman rescapé affirme cependant qu'il suffisait d'un loquet pour ouvrir les portes de secours de l'intérieur et qu'elles ont bien été ouvertes pendant l'incendie.
Des groupes de personnes tentent de forcer les portes de secours métalliques de la discothèque. L'une d'entre elles cède sous les coups de poing et d'une poutre utilisée comme bélier et une trentaine de personnes parviennent à s'échapper. L'ouverture de la porte cause cependant un appel d'air, qui entraîne une boule de feu qui traverse toute la discothèque. Quelques blessés, gravement brûlés, parviennent encore à sortir. Des personnes en feu courent dans la forêt, sans enflammer la végétation ; des corps sont retrouvés à l'extérieur du bâtiment par les pompiers. Une explosion se fait ensuite entendre à l'intérieur.
À 1 h 45, dix minutes après le début de l’incendie, il n’y a plus de survivant dans la discothèque,.

### Arrivée des pompiers
L'alerte est donnée à 1 h 45, dix minutes après le départ de feu. Le signal habituel d'urgence, deux projecteurs s'allumant simultanément dans la cuisine et le restaurant, attire l'attention de Gilbert Bas, qui croit d'abord à une bagarre puis entend crier au feu. Les lieux sont dépourvus de téléphone, ; il se rend en voiture à Saint-Laurent-du-Pont pour donner l'alerte. Toute la nuit, les sirènes d'urgence de Saint-Laurent-du-Pont et d'autres municipalités dont Voiron sont activées.
Dix minutes plus tard, les pompiers arrivent sur place. À son retour sur les lieux avec les secours, le feu a ravagé le bâtiment et les nouveaux arrivants n'entendent aucun bruit provenant de l'intérieur. Les pompiers de Saint-Laurent-du-Pont, ne voyant que quelques flammes et pensant que l'incendie a été maîtrisé, ouvrent une sortie de secours et trouvent des dizaines de corps carbonisés entassés devant la porte. Ils prennent la décision d'attendre le lever du jour pour dégager les cadavres du lieu, estimant qu'il ne peut pas y avoir de survivants ou après avoir vérifié qu'il n'y en avait pas. Les pompiers estimeront plus tard que les victimes sont toutes mortes en moins de dix minutes. Ils parviennent à évacuer dix personnes qui sont sorties à temps et à les emmener vers les hôpitaux de Chambéry, Grenoble, Voiron ainsi qu'à Saint-Luc à Lyon.
Un pompier, arrivé rapidement sur les lieux témoigne : « Quand nous sommes arrivés, à peine dix minutes après le début de l’incendie, le cabaret n’était plus qu’une vraie boîte d’allumettes enflammées. On a enfoncé les portes et, près de l’entrée principale, dans un carré de cinq mètres de côté, on a découvert cinquante-huit corps entassés les uns sur les autres, sur près de 1,50 m de hauteur. Tous avaient le bras replié devant le visage. D’autres étaient encore dressés, les poings fermés, sans doute parce qu’ils devaient tambouriner contre la porte ». Gilbert Bas est évacué par la gendarmerie pour échapper aux familles et survivants.
Le pianiste des Storm est retrouvé assis à son piano ; le groupe n’a pas cessé de jouer pendant l’incendie. La caserne de pompiers affirme ne pas avoir été au courant que la discothèque était ouverte.

### Décompte et identification des victimes

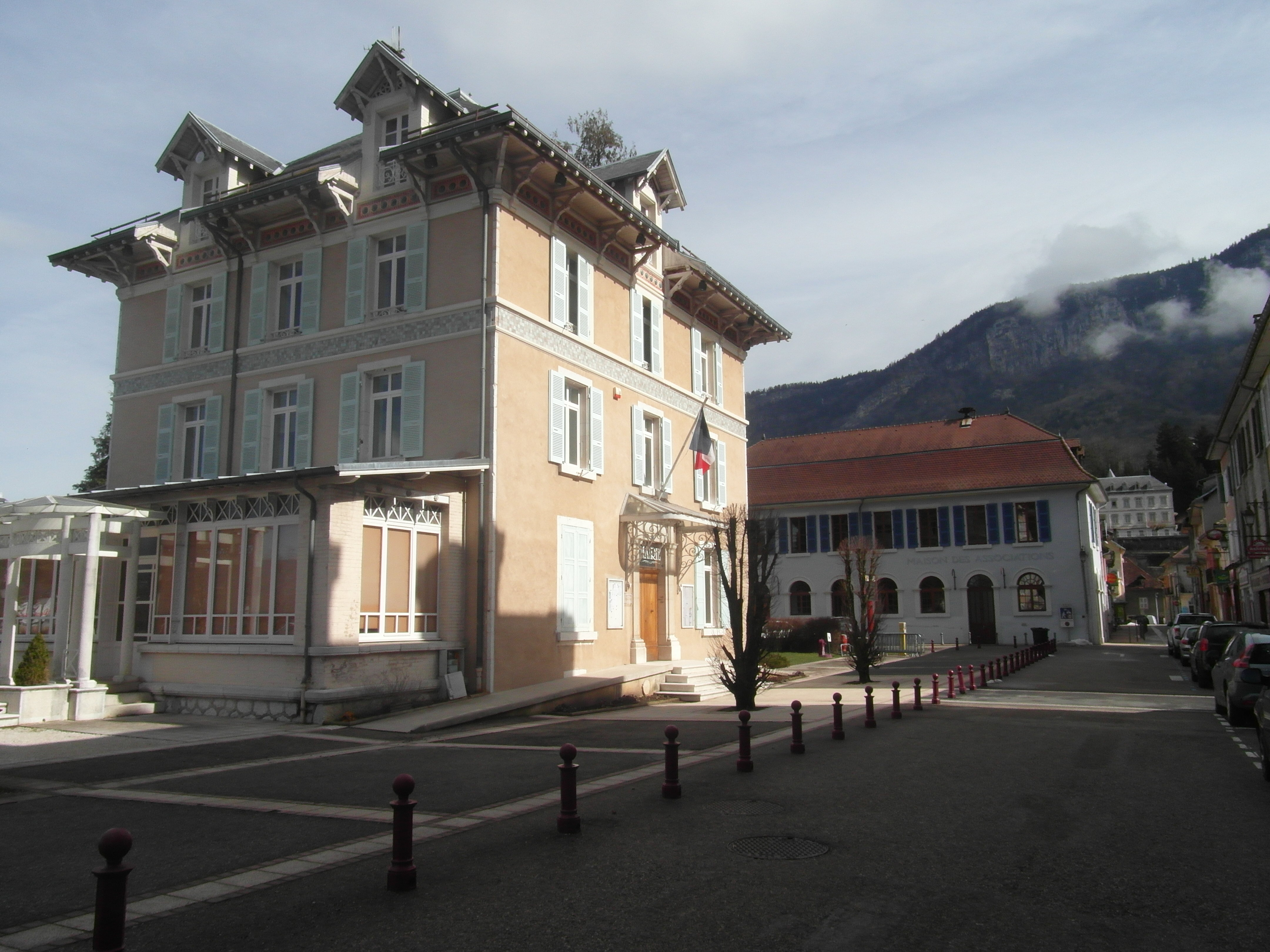
La place centrale de Saint-Laurent-du-Pont. La salle des fêtes mobilisée pour y déposer les corps des victimes est en arrière-plan.

Après l'incendie, les premières estimations des pompiers font état de quarante morts, tandis qu'un journaliste avance le nombre de quatre-vingts morts. Plus tard dans la matinée, on dénombre finalement 142 morts, et dix blessés, dont quatre décèderont des suites de leurs blessures, ce qui portera le bilan à 146 morts,. Une quarantaine de survivants sont identifiés. Les deux associés de Gilbert Bas, originaires de Saint-Laurent-du-Pont comme quatre autres victimes, sont morts dans l’incendie. C'est la commune de Chambéry qui paie le plus lourd tribut au désastre avec trente-sept disparus. De nombreuses autres victimes sont étudiants à l’Université Grenoble-Alpes. En moyenne, ces dernières sont âgées de vingt ans.
Le manque de moyens techniques existant à l'époque et le fait que la plupart des corps sont carbonisés rendent très difficile le travail d’identification des victimes. Pour que les voitures stationnées sur le parking aident à identifier les personnes qui se sont rendues sur place, les plaques d'immatriculation sont affichées à la mairie avec le nom des blessés survivants. Le jour même, une chapelle ardente est installée dans la salle des fêtes de Saint-Laurent-du-Pont, avec 142 cercueils disposés sur cinq rangs, le plus souvent sans nom associé. Sur les cercueils, les pompiers placent les vêtements et accessoires des victimes pour aider leurs parents à les identifier, les corps étant trop endommagés pour être reconnaissables. Si les visages sont identifiables, une photo est ajoutée. Des médecins et dentistes sont appelés pour aider à reconnaître les corps de leur patientèle. L'arrivée en masse de parents et de curieux provoque des embouteillages de onze kilomètres à l'entrée de la ville et la mobilisation de la gendarmerie pour endiguer le flot,. La Croix-Rouge installe des postes de secours pour les parents. Des chapelles ardentes sont ensuite ouvertes à Grenoble et Chambéry pour les cercueils des personnes identifiées comme originaires de ces villes.
Après une dizaine de jours, tous les cadavres ont été identifiés, sauf neuf,. Les cercueils de ces derniers sont enterrés le 7 novembre dans une fosse commune à Saint-Laurent-du-Pont.

## Réactions

### Couverture médiatique
Sur place, les journalistes découvrent le charnier encore intact : « Les envoyés spéciaux du Figaro dépêchés en urgence sur les lieux de l'incendie d'une discothèque en Isère un matin de Toussaint éprouvent ce jour-là les limites de leur métier. « Jamais notre travail de reporter n'aura été aussi pénible », avouent-ils. « Nous avons vu les plus endurcis de nos confrères photographes ranger leurs appareils dans leurs étuis sans un mot, d'un commun accord » ». Le Dauphiné libéré, dont la rédaction est à vingt kilomètres de là, imprime une édition spéciale le lendemain qu'il distribue gratuitement,. La presse relève le caractère dramatique de l'incendie et la jeunesse des victimes, avec des gros-titres tels que « le bal maudit », « le bal tragique » ou encore « la mort a fermé le bal »,.
Le 9 novembre 1970, soit huit jours après la tragédie, Charles de Gaulle meurt dans sa propriété de La Boisserie à Colombey les Deux Églises. L'hebdomadaire satirique Hara-Kiri titre en couverture de son no 94, daté du 16 novembre 1970 : « Bal tragique à Colombey – 1 mort ». L'hebdomadaire est interdit de parution le lendemain,,. Une rumeur veut que le ministre de l’Intérieur de l’époque, Raymond Marcellin, ait décidé lui-même de cette interdiction,. Une autre, plus sceptique sur les délais de réaction réels des ministères, veut que la procédure d’interdiction, déjà en cours, ait simplement abouti par coïncidence cette semaine-là. La mort de Charles de Gaulle occulte la couverture médiatique de l'incendie au niveau national et international,. Dans le milieu étudiant local, la Une de Hara-Kiri est relativement bien accueillie ; ce n'est pas du tout le cas en dehors des universités, moins touchées par mai 68 et plus séparées émotionnellement de De Gaulle.

### Réactions politiques nationales et internationales
Avant les enterrements, Joseph Fontanet, ministre du Travail, de l'Emploi et de la Population, originaire de la région, préside une cérémonie de levée des corps lors de laquelle il transmet un hommage de la part du président de la République française, Georges Pompidou. Le ministre de l'Intérieur Raymond Marcellin affirme qu'il ne croit pas que le maire ait pu ne pas savoir que la discothèque, un des commerces payant le plus d'impôts locaux de la ville, était ouverte.
Le Vatican envoie un télégramme officiel du pape Paul VI : « Saint-Père apprenant avec peine horrible drame incendie Grenoble recommande à Dieu salut éternel jeunes victimes… » Dans le même temps, la reine du Royaume-Uni Élisabeth II exprime son soutien à la France, tandis que le président des États-Unis Richard Nixon fait envoyer une gerbe de fleurs à Saint-Laurent-du-Pont.

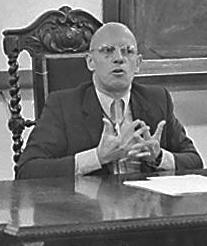
Michel Foucault.

En 1971, un comité Vérité-Justice à Grenoble, soutenu par le philosophe Michel Foucault, voit le jour pour dénoncer les manquements administratifs. Foucault utilise cet événement comme base pour sa réflexion sur la justice populaire. Proche de La Cause du peuple, il se rend à une réunion du comité fin novembre 1972 qui regroupe plus de mille cinq cents personnes pour dénoncer les responsabilités de l'administration dans l'incendie,. Lors de son discours, il conclut : « Quant à l’Administration, dans tout cela, qu’est-ce qu’elle fait ? Elle n’a qu’une chose à faire et elle le fait bien : elle ferme les yeux et elle laisse faire. Elle laisse construire, ouvrir et brûler le 5-7 […] ; elle laisse faire partout et chaque fois que quelqu’un veut faire du profit ».

## Spéculation sur les causes de l’incendie

### Causes évoquées
L'origine exacte de cet incendie n'a jamais été déterminée,. Le juge d'instruction étudie les pistes de l'attentat et de l'accident, puis abandonne rapidement la première en l'absence complète d'éléments sérieux corroborant l'hypothèse,.
Un court-circuit est évoqué par certains médias, ou la défection du système de chauffage. Quant au tribunal, il retient la thèse d'un dysfonctionnement du chauffage. De son côté, la presse anglo-saxonne seule raconte qu'un jeune aurait laissé tomber une allumette sur un coussin en mousse, présentant cette hypothèse comme un fait avéré,. Un livre français évoque également cette hypothèse. Quoi qu'il en soit, les causes de l'incendie font l'objet de multiples rumeurs d'attentat. La première phase de la rumeur se fait au bouche-à-oreille ainsi que par l'intermédiaire du maire.
Quelques mois après les faits, Aimé Paquet, alors député de l'Isère, soutient cette théorie et demande une enquête précise par courrier au ministère de l'Intérieur, affirmant que plusieurs mois après le début de l'enquête, une source « du milieu du renseignement » aurait rapporté des éléments troublants. Selon lui, des truands grenoblois auraient tenté de racketter le dancing et l'auraient incendié face au refus des gérants d'obéir au chantage,. Il raconte que trois prostituées ont témoigné à un bénévole d'une association qu'il s'agirait d'un coup organisé par la mafia locale, italo-grenobloise. Le courrier est dévoilé par la presse en octobre 1972, quelques jours avant l'ouverture du procès, ; une vingtaine d'articles paraissent alors dans la presse, essentiellement à scandale ou idéologique d'extrême-gauche et d'extrême-droite. Pierre Perrin, Le Monde, Minute et Le Canard Enchaîné reprennent cette hypothèse,. Il semblerait finalement que la rumeur ne soit créée que pour nuire au gang ennemi,,, ; après un interrogatoire des principaux témoins, l'enquête conclut à une fausse piste. L'enquête sur le milieu du grand banditisme dure dix jours, après lesquels la piste est écartée,,,. Dans les années 2010, certains rescapés continuent à croire à la possibilité d'une attaque volontaire.

### Analyse de la propagation des rumeurs
Gaëlle Clavandier, sociologue, étudie l'incendie du 5-7 et le mécanisme de création des rumeurs. Elle estime que la catastrophe est unique à plusieurs titres. En effet, cette catastrophe touche « un public très jeune, ce qui est relativement rare […] et cela touche des jeunes dans un contexte de loisir ». Unique aussi à cause du nombre très important de victimes et de la rapidité du sinistre, sans oublier le nombre très faible de survivants, « c'est quelque chose de tout à fait exceptionnel ». Elle estime que les parents des victimes comme les pouvoirs publics ont intérêt à privilégier la théorie de l'accident, ce qui fait peser la charge d'indemnisation sur les assurances. Dans les faits, si les parents tendent à soutenir la théorie de l'accident, le maire soutient celle de l'attentat.
Le silence relatif des autorités à l'égard de la thèse d'un attentat ainsi que le manque de pièces permettant de donner une cohérence aux événements nourrissent la théorie du complot. Le fait qu'il y ait autant de manquements individuels, aucun d'entre eux suffisant pour tout expliquer, n'est pas satisfaisant alors qu'une attaque volontaire pourrait donner un sens au massacre ; de plus, il est difficile d'accepter que des conséquences si graves résultent d'une simple négligence plutôt que d'un acte cruel. Comme pour les rumeurs ayant suivi l'incendie du Bazar de la Charité ou l'explosion de l'usine AZF de Toulouse, il s'agirait d'une réaction permettant de donner une cause plus logique à des faits qui semblent inacceptables s'ils relèvent du seul accident.
Elle remarque également que l'évènement se produit dans une période politique tendue, avec plusieurs attentats perpétrés en région Rhône-Alpes à cette époque, ce qui facilite la généralisation et inscrit l'événement seul dans une tendance à long terme et dans une image préconçue de l'époque. La rumeur a une importante longévité au niveau local : la population locale cesse vite de la mentionner comme telle, parce qu'elle est considérée comme un fait acquis et non plus comme une hypothèse. Elle entre, avec le temps, dans la mémoire collective de l'événement : elle perd sa nature de rumeur pour devenir un mythe partagé par la population, faisant partie intégrante du souvenir.

## Conséquences de l'incendie

### Conséquences sur les normes de sécurité
Les normes de sécurité incendie n'évoluent pas immédiatement après l'événement, mais plutôt après l'incendie du collège Pailleron deux ans et demi plus tard, le 6 février 1973. Une législation sur les matières plastiques entre en vigueur en 1977. Cependant, une application plus stricte des normes déjà en vigueur en 1970, pour la plupart datant de 1965, se met en place après l'incendie.
Après les procès, une centaine de dancings sont fermés dans toute la France. De nombreux établissements recevant du public sont examinés par la gendarmerie et la police dans les jours qui suivent. Plusieurs lieux, dont des centres accueillant des colonies de vacances, changent leurs sorties de secours pour qu'elles s'ouvrent vers l'extérieur et ajoutent des plans d'évacuation à l'entrée des bâtiments.

### Conséquences judiciaires

#### Suspension des responsables politiques
Le 4 novembre, le secrétaire général de la préfecture de l'Isère et le maire de Saint-Laurent-du-Pont, Pierre Perrin, sont suspendus par décision du Conseil des ministres en attendant une décision de justice. Perrin retrouve son poste le 7 décembre. Le conseil municipal démissionne en soutien, ainsi que cinq maires des autres localités du canton. Cette décision n'étant pas confirmée, tout le monde réintègre son poste rapidement. Le jour de l'incendie, le chef des services de sécurité du département de l'Isère affirme que l'établissement n'aurait jamais dû ouvrir.
Les familles des victimes manifestent devant la mairie pour s'opposer au retour de Pierre Perrin. Raymonde Espinoza, alors porte-parole de l'association des familles des victimes, affirme : « un maire ça se remplace, un enfant, non ». Le même jour, un tract est distribué par des habitants de Saint-Laurent-du-Pont s'adressant aux familles et écrivant en lettres majuscules le titre : « nous vous interdisons de vous immiscer dans la gestion de notre commune ». Quatre familles seulement sont en effet endeuillées à Saint-Laurent-du-Pont. Deux gendarmes sont envoyés pour protéger l'entrée du domicile du maire. Le député de l'Isère Aimé Paquet prend la parole à l'Assemblée nationale pour protester contre le traitement médiatique de l'affaire, ce à quoi France-Soir répond par un éditorial en pleine page qu'il ne s'agit pas de laisser les morts en paix mais de réveiller les vivants. La couverture médiatique nationale très active ne permet pas à la commune de gérer les événements dans un climat calme, ce qui est aggravé par le fait que les parents des victimes proviennent très majoritairement d'autres communes. Cela explique en partie les réactions vives des habitants de Saint-Laurent-du-Pont face aux accusations contre leur maire. Une autre cause du rejet des habitants pourrait être l'éloignement physique du dancing, placé en bordure d'une route nationale le plus loin possible du centre de la commune et permettant donc de s'en éloigner émotionnellement.
Pierre Perrin est réélu maire jusqu'en 1983, date à laquelle il décide de ne plus se présenter.

#### Procès de l'affaire
Gilbert Bas, interrogé par des journalistes le lendemain de l'incendie, affirme que les sorties de secours n'étaient pas verrouillées ; il affirme que des personnes sont sorties par trois portes différentes. Le journaliste lui répond que les deux autres portes de sortie étaient fermées et que leur clé est dans le tiroir-caisse, empêchant l'accès ; Bas répond que si les cinq portes sont ouvertes, les resquilleurs peuvent entrer autant qu'ils le souhaitent. Le maire affirme le jour même qu'il « ne connaît que très peu cette boîte de nuit » pourtant installée sur sa commune, les fondateurs n'ayant pas suivi les procédures préconisées. Ceci choque les familles des victimes, puisqu'il était membre de la commission de sécurité ayant examiné le 5-7 avant d'autoriser son ouverture, mais il n'y a en fait jamais siégé. Il affirme ne pas savoir faire partie de cette commission ; son témoignage est confirmé plus tard.
Le procès de l'incendie se tient le 9 octobre 1972, au tribunal correctionnel de Lyon, après avoir commencé à Grenoble. Les enquêteurs auraient alors relevé 68 infractions aux normes de sécurité,. Cinq personnes sont jugées : Gilbert Bas (seul rescapé des trois fondateurs), Pierre Perrin qui vient d'être réélu à la mairie, Marcel et Joseph Vimfles, les installateurs du chauffage, et Alfred Moskovits, gérant de l'entreprise Sheby et fournisseur du polyuréthane des décors, tous accusés d’homicides et blessures involontaires. La partie civile reproche à Bas et aux Vimfles leur avarice, à Moskovitz le défaut d'information sur son produit et au maire sa négligence à vérifier la situation administrative et réglementaire d'un établissement situé sur sa commune. Le secrétaire général de l'Isère, Albert Ulrich, mis en cause dans un premier temps pendant l'enquête pour avoir signé les autorisations de construction défectueuses, n'est pas inculpé. Les parties civiles disent aux journalistes, le matin du début du procès, que l'argent ne les indemnisera pas de la perte d'un proche, mais qu'elles veulent que les responsables soient identifiés clairement. Le procès mobilise plus de 3 000 pièces et documents et une trentaine d'avocats, dont Jacques Isorni et Émile Pollak.
Gilbert Bas se défend de la présence des tourniquets en affirmant qu'ils ne diffèrent en rien des portes à tambour présentes dans les hôtels, ce qui ne convainc pas le public. Son avocat choisit de parler de trois « gamins » qui ont lancé leur projet sans encadrement de personnes expérimentées et responsables, remettant la faute sur les autorités qui n'ont pas contrôlé l'état du dancing. Bas est cependant le seul accusé à reconnaître ses torts dans l'affaire. Les quatre autres accusés affirment qu'il s'agit de problèmes administratifs et d'un manque de contrôle et que rien ne relève de leur responsabilité personnelle.
Tous les accusés sont reconnus coupables d'homicides et blessures involontaires sur 146 personnes. Tous les accusés sont condamnés à de la prison avec sursis : deux ans pour Gilbert Bas, quatre à quinze mois pour les autres,. Les installateurs du chauffage obtiennent quinze et treize mois, Moskovitz et Pierre Perrin reçoivent une peine de sursis de dix mois. Ce sont des peines relativement standard pour des homicides involontaires ; or, le déroulement du procès a laissé croire à un traitement différent des accusés. En effet, par manque de place dans la salle, le procès a été déplacé dans la grande salle des assises comme pour un grand procès criminel, les avocats ont préparé des plaidoiries habituellement plus adaptées aux procès avec des jurés, et le président traite les accusés « comme s'ils étaient les pires voyous », préparant la scène à un verdict plus spectaculaire.
À l’annonce du verdict de deux ans de prison avec sursis, le 21 novembre 1972 au palais de justice de Lyon, Gilbert Bas est pris à partie par une trentaine de personnes et doit quitter le tribunal par une porte dérobée.

#### Procès en appel
En novembre 1973, le procès en appel commence. Gilbert Bas est condamné à six mois de prison ferme et douze mois de sursis, et Moskovitz à quatre mois avec sursis au lieu de dix. Les parties civiles sont indemnisées à hauteur de 5 670 000 francs de l’époque (somme correspondant à environ cinq millions d’euros des années 2020) soit 38 835 francs par victime. Les assurances ont, par ailleurs, pris en charge les frais d'obsèques. Toutes les peines sont confirmées en cassation en 1974.

#### Jurisprudence
L'affaire de l'incendie du 5-7 est un cas de jurisprudence administrative française, en ce qu'elle illustre le fait qu'une victime ne peut se prévaloir d'un droit à réparation lorsqu'elle se trouve en situation illégale. Ainsi, les exploitants qui n'avaient pas respecté les consignes de sécurité ne peuvent pas demander compensation au maire qui n'a pas contrôlé l'application de ces consignes.

### Monument aux morts
Les parents des victimes expriment dès 1973 la volonté de construire un monument aux morts sur le lieu du dancing, mais rien ne se concrétise avant 1975. Le terrain appartient à Gilbert Bas et aux parents de ses deux associés morts dans l'incendie, ce qui empêche la construction jusqu'à ce que le président de la République française Georges Pompidou se mêle personnellement de la question et que le département de l'Isère acquière le terrain.
En mai 1976, les ruines du dancing, jusque-là simplement murées, sont démolies,. En juin 1976, la demande d'exonération de TVA pour le monument dédié aux morts est refusée. L'association des familles des victimes participe à hauteur de 30 000 francs au financement de la stèle, qui n'est pas entièrement pris en charge par la mairie. Le maire est absent à l'inauguration du monument, et presque aucun habitant du village ne se rend sur place. D'autres subventions viennent de la région Rhône-Alpes, des communes où on dénombre le plus de victimes et des conseils généraux de Savoie et d'Isère.
Un mémorial en l'honneur des victimes est inauguré le 13 juin 1976, à l'emplacement du dancing,. Une stèle porte le nom, en lettres d'or, des 146 morts identifiés ; d'abord les victimes venues danser, puis, en bas à droite, les musiciens du groupe et enfin les deux gérants. Derrière le mémorial, il reste un des tourniquets sur lequel est accrochée une plaque où l'on peut lire : « Placés dans le hall d’entrée, ces tourniquets faits par des hommes inconscients et avides d’argent ont provoqué la mort de 144 enfants brûlés vifs le 1.11.1970. ». Un peu plus loin, une petite stèle marque l'endroit où le plus de cendres humaines ont été retrouvées. C'est un fait rare et critiqué pour un lieu de deuil et de souvenir de comporter une accusation délibérée et un vestige concret de la catastrophe, plutôt que de chercher l'apaisement,.
Le 1er novembre 2020, le maire de Saint-Laurent-du-Pont, Jean-Claude Sarter, fait installer des panneaux explicatifs près du mémorial.

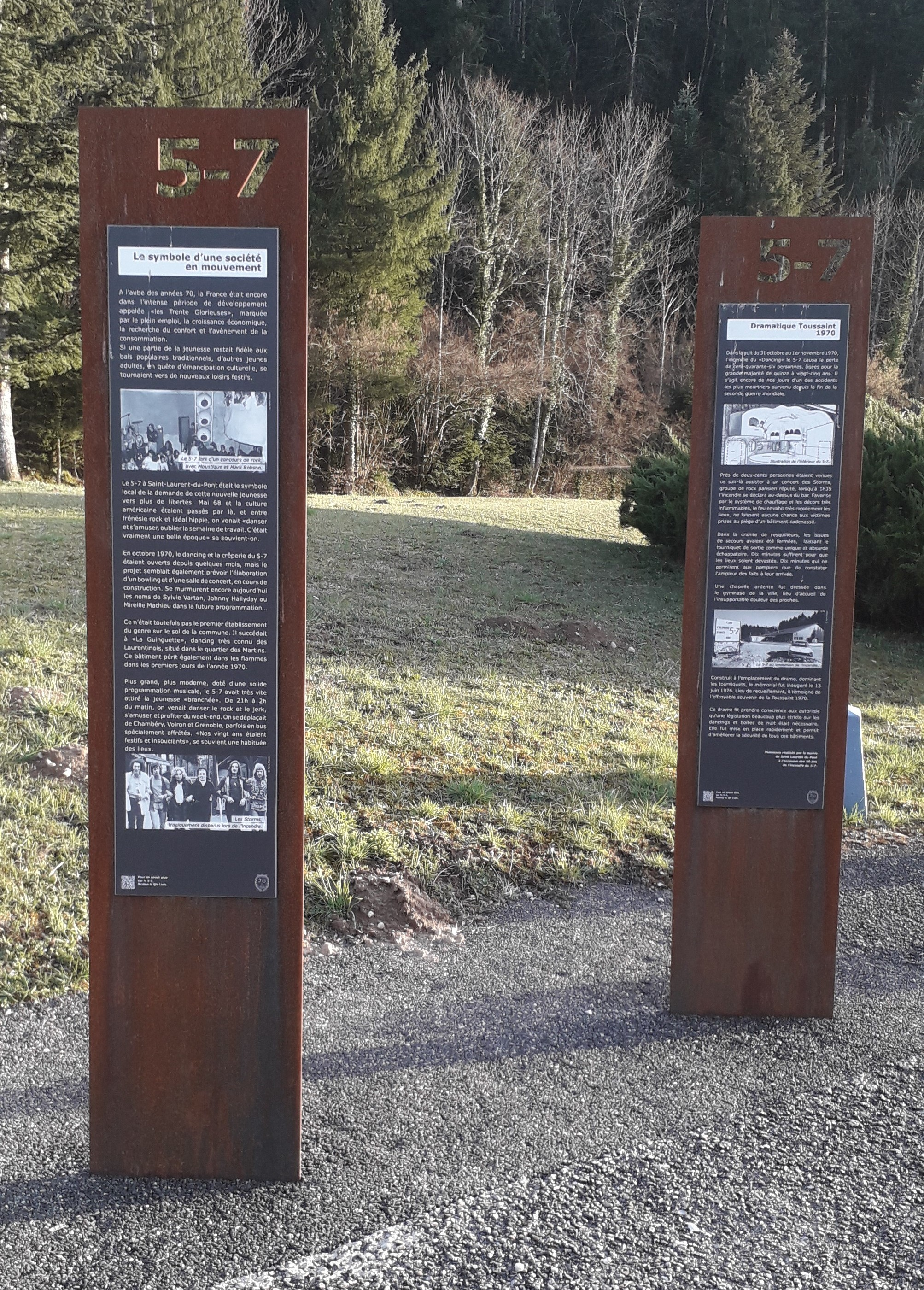
Panneaux commémoratifs.
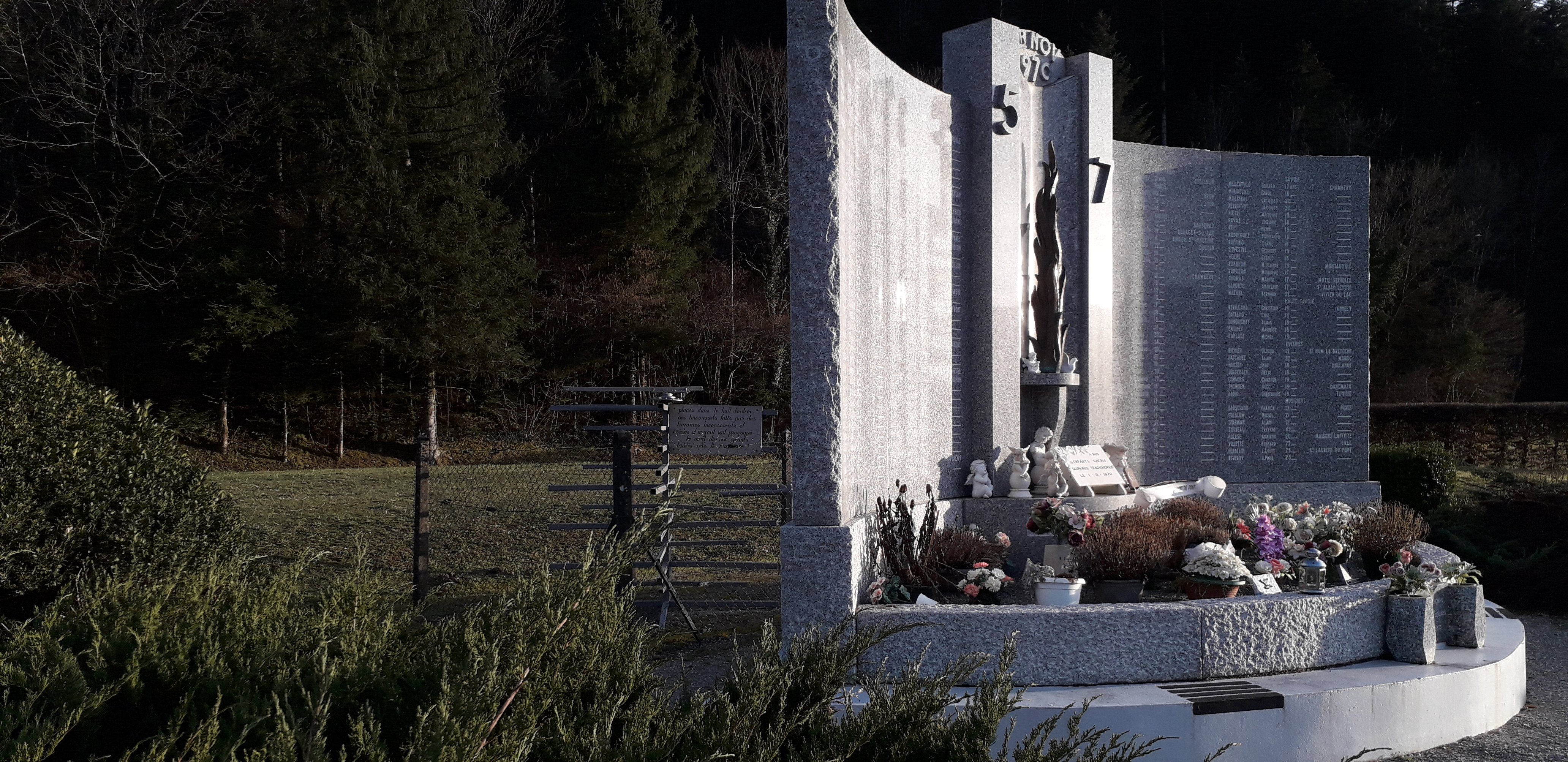
Monument aux morts et tourniquets.
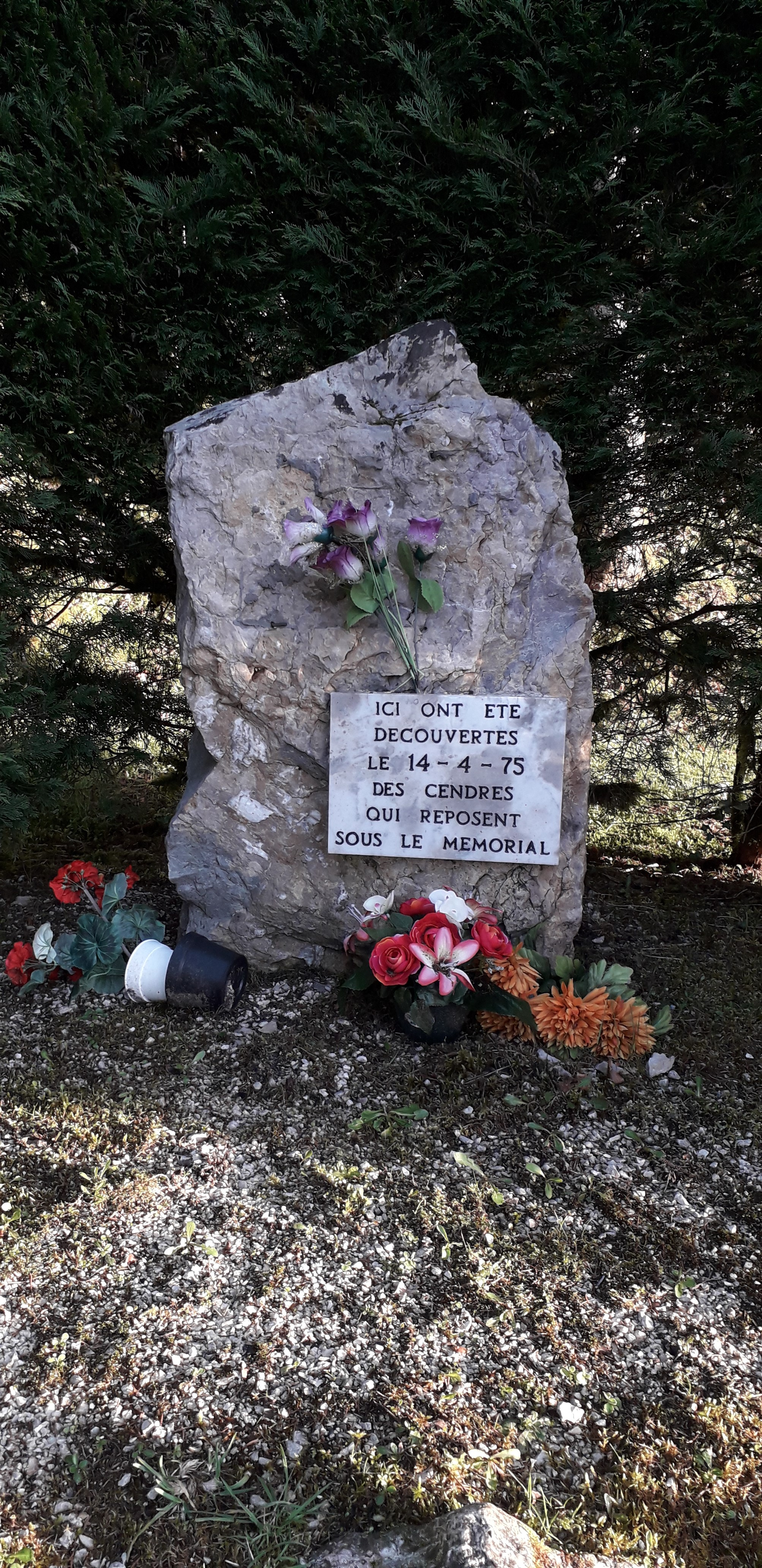
Stèle funéraire à l'endroit où les cendres ont été retrouvées.

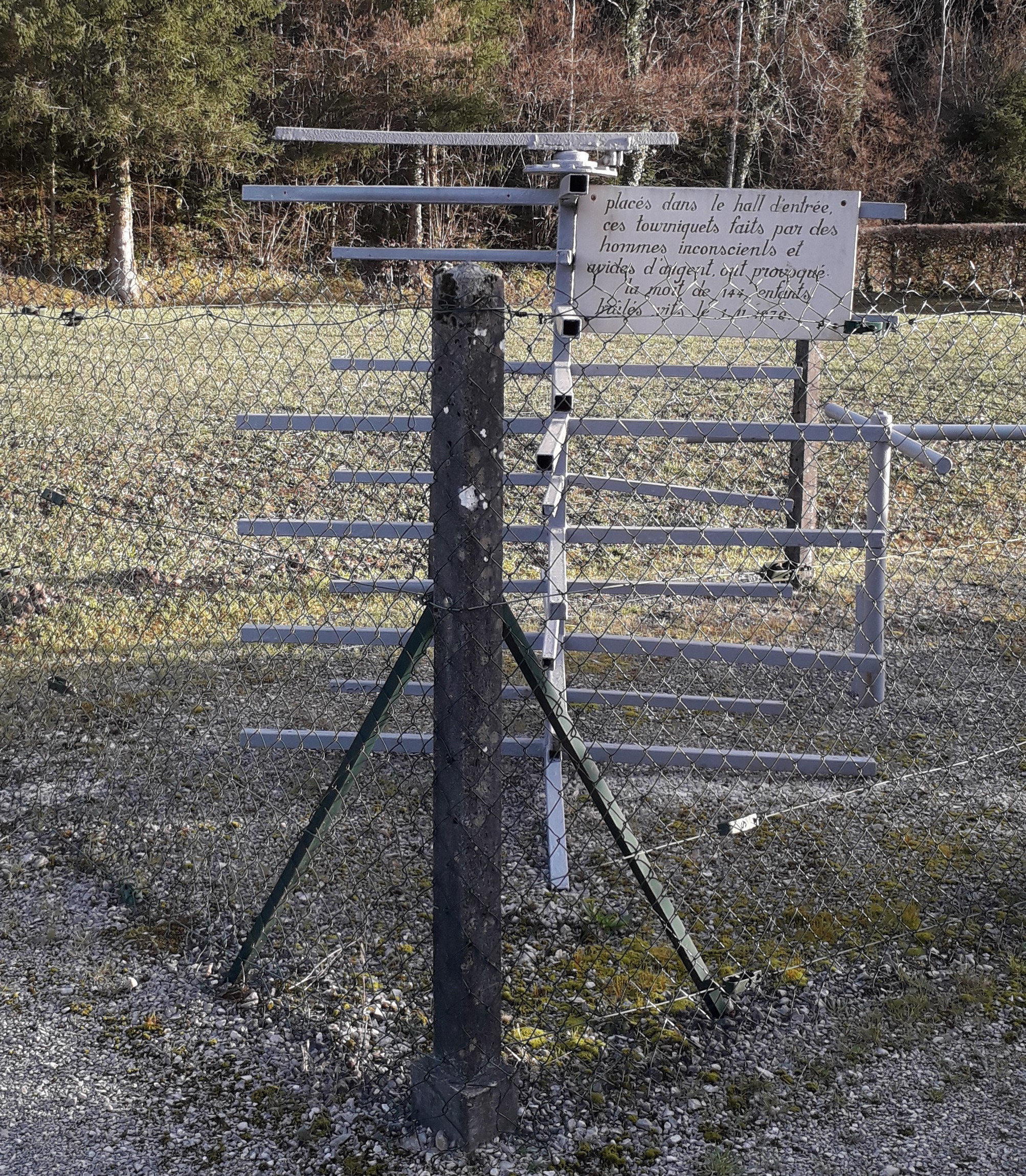
Le tourniquet en métal et sa plaque.
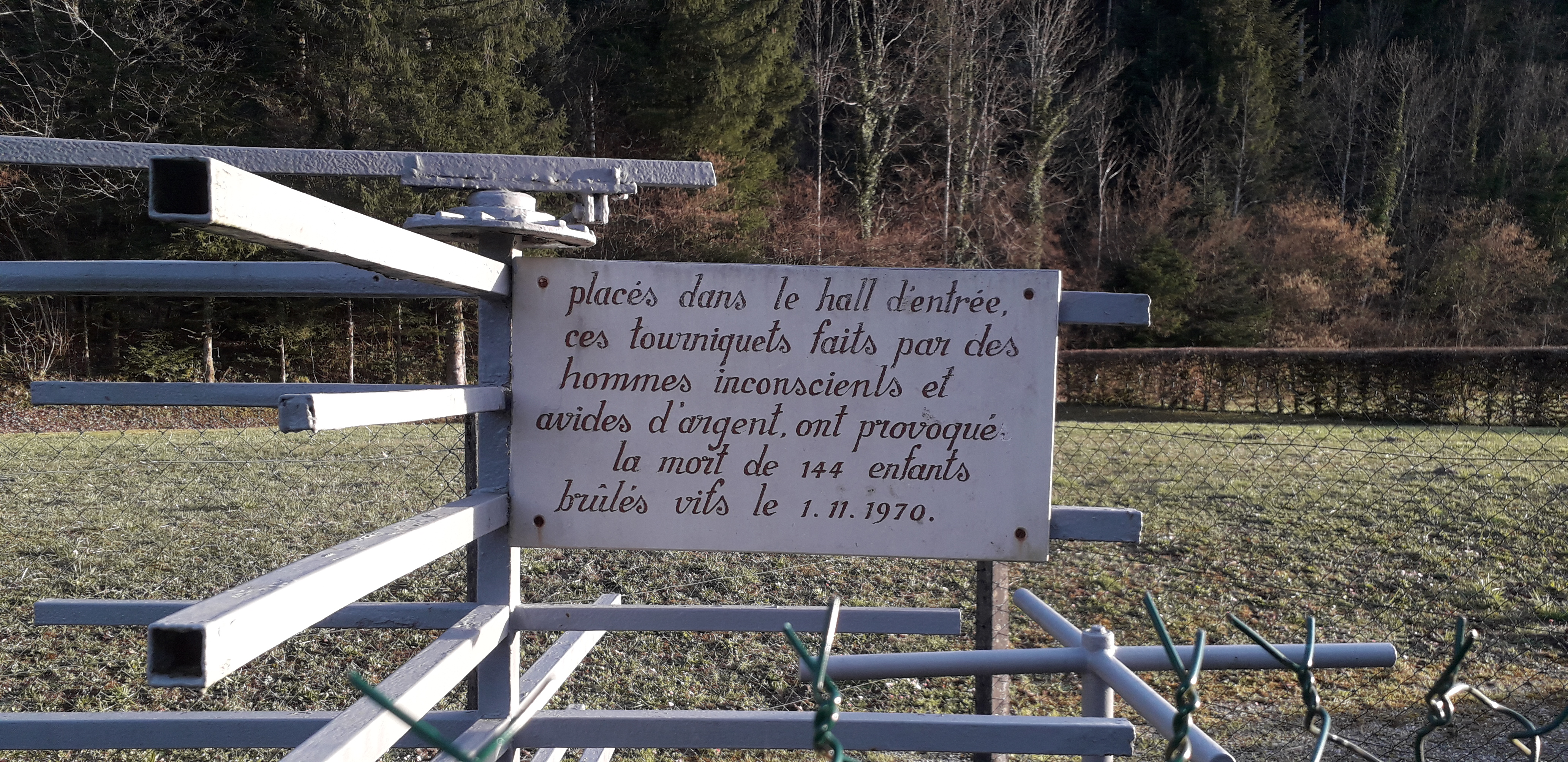
Plaque du tourniquet.

### Postérité
Une cérémonie à la mémoire des victimes et familles de victimes se déroule annuellement au mémorial. L'association des familles des victimes est dissoute fin 2020, alors qu'elle est présidée par une femme de 91 ans, mère de deux adolescents morts lors de l'incendie. Les premières cérémonies reçoivent le soutien de l'administration locale, qui s'en détache quand l'esprit de communauté lui semble restauré, quelques années plus tard. Pendant les trente ans qui suivent, les Laurentinois sont très rares et la mairie n'est pas représentée à la cérémonie annuelle.
L'affaire tombe dans l'oubli en quelques années en dehors de la sphère locale, ce que remarque Patrice Morel, qui réalise un documentaire pour France 3 Rhône-Alpes en 2010 et affirme l'avoir fait pour sortir l'histoire de l'oubli. La mort de Charles de Gaulle huit jours plus tard occulte la couverture médiatique de l'incendie au niveau national et international.
L'événement est un point de départ du mouvement de la sociologie événementielle, en particulier avec les recherches, encadrées par Edgar Morin, de Nicole Benoit, Philippe Defrance, Claude Fischler et Bernard Paillard en 1973, qui aboutissent sur le rapport d'étude Deux études de sociologie événementielle. Aspiration et comportements nouveaux se révélant à l’occasion d’événements soudains,.
En 2020, Jean-Pierre Montal publie le roman La nuit du 5-7, inspiré par l'incendie.

### Documentaires
- « La Dernière Nuit au Cinq-Sept » de Jodel Saint-Marc, en 2010.
- [vidéo][Production de télévision] « La Dernière Danse », Patrice Morel et Benjamine Jeunehomme sur France 3 Rhône-Alpes-Auvergne, 1er novembre 2010, 35 min (consulté le 3 février 2023)
- La Tragédie du 5-7, cinq reportages de six minutes de Patrice Morel, diffusés sur France 3 Rhône-Alpes en novembre 2008 : épisode 1 non consultable ; épisode 2 (une nuit de cendres) ; épisode 3 (le choc des images) ; épisode 4 (rescapés de l'enfer) ; épisode 5 (le deuil impossible).
- « Le bal tragique » de Ketty Rios Palma le 19 décembre 2013 dans 50 ans de faits divers sur 13e rue sur Planète+ Justice et sur RMC Découverte.
- « Le bal tragique du baby boom » de Nicolas Frank le 28 mai 2015 de la collection Attention risques majeurs sur Public Sénat
- [audio][Diffusion radio] « Le bal tragique de Saint-Laurent-du-Pont » sur France Inter, 26 février 2020, 55:37 min, Radio France (consulté le 2 février 2023)